# Carl Andreasen
Carl Andreasen (* 1874 in Odense; † unbekannt) war ein dänischer Radrennfahrer und nationaler Meister im Radsport.

## Sportliche Laufbahn
Andreasen war Teilnehmer der sogenannten Olympischen Zwischenspiele 1906 in Athen, die aber vom Internationalen Olympischen Komitee (IOC) nicht zu den Olympischen Sommerspielen zugerechnet werden. Er belegte den 7. Platz im Straßenrennen, das von Fernand Vast gewonnen wurde. 1910 wurde er nationaler Meister im Straßenrennen. Das Stjerneløbet, eines der ältesten Radrennen in Dänemark, gewann er 1902 und 1905. Bei der Fyen Rundt war er 1903 und 1913 erfolgreich.